# Rio Trussu
O Rio Truçu é um rio brasileiro que banha o estado do Ceará.
É um afluente do rio Jaguaribe e as suas águas são barradas pelo Açude Trussu, no município de Iguatu.